# Александър Лебед
 Тази статия е за руския генерал и политик.  За руския предприемач и политик вижте Александър Лебедев.  
Александър Иванович Лебед (на руски: Алекса́ндр Ива́нович Ле́бедь) е съветски и руски политик и военачалник, генерал-лейтенант.

## Кратка биография

### Юношески години
Роден е на 20 април 1950 г. в Новочеркаск, Ростовска област в семейство на работници. След завършване на средно училище 3 пъти (1967, 1968, 1969) опитва да влезе в Армавирското авиационно училище, но му е отказвано поради здравословни причини. Работи като шлифовчик в Новочеркаския завод за постоянни магнити.

### Служба в Съветската армия
Висше образование получава в Рязанското висше въздушно-десантно училище (1969 – 1973). През 1982 г. постъпва във Военна академия „Михаил Фрунзе“, Москва, която завършва с отличие през 1985 г.
След завършване на висшето училище служи в учебен взвод, а по-късно е ротен командир. През 1981 – 1982 г. участва във войната в Афганистан, където командва 1-ви батальон от 345-и отделен парашутно-десантен полк. По време на войната е контузен. Става заместник-командир, а от 1985 г. е командир на 331-ви парашутно-десантен полк от състава на 106-а тулска въздушно-десантна дивизия, дислоцирана в Кострома.
От 1986 до 1988 г. е заместник-командир на Псковската въздушно-десантна дивизия. В началото на 1988 г. става командир 106-а тулска въздушно-десантна дивизия, с която участва в бойни действия и миротворчески акции, в това число в събитията в Сумгаит, Баку и Тбилиси.

### Августовски пуч. Приднестровие
От февруари 1991 до юни 1992 г. е заместник-командващ по бойната подготовка на Въздушно-десантните войски и командващ военно-учебните заведения.
На 19 август 1991 г., изпълнявайки заповед на командващия Въздушно-десантните войски Павел Грачов, начело на батальон с тулски десантчици, взима под охрана сградата на Върховния съвет на РСФСР по време на парламентарната криза, наречена Августовски пуч.
През лятото на 1992 г. пребивава в Тираспол, Молдавия за прекратяване на въоръжен конфликт в региона. От 23 юни 1992 г. е командващ на 14-а армия, дислоцирана в Приднестровието. Под негово командване армията потушава конфликта, след което става популярна личност, както в непризнатата Приднестровска молдавска република, така и в цяла Русия.
От 12 септември 1993 г. е депутат във Върховния съвет на Приднестровската молдовска република. Започва открито да критикува ръководството на Републиката, което от своя страна го обвинява в корупция.
През зимата на 1994 г. влиза в конфликт с Павел Грачов по повод конфликта в Чечня.
През лятото на 1995 г., несъгласен със заповедта за реорганизация в 14-а армия, подава рапорт за освобождаване от длъжност и преминаване в запаса. На 14 юни същата година е освободен от заеманата длъжност и е уволнен от Въоръжените сили със звание генерал-лейтенант.
Награден е с ордени „Червено знаме“, „Червена звезда“, множество други ордени и медали.

## Политическа кариера
Политиката започва да занимава Лебед в края на 1980-те години. През 1990 г. е избран за делегат на XXVIII конгрес на КПСС и на учредителния (и единствен) конгрес на Руската комунистическа партия. Избран е за член на ЦК на РКП.
През април 1995 г. става член на Конгреса на руските общини, оглавяван от Ю. Скоков и Д. Рогозин. Избран е за заместник-председател на Националния съвет на организацията.
През октомври 1995 г. на учредителния конгрес на Общоруското движение „Чест и родина“ е избран за негов председател. През декември същата година е издигнат за кандидат-депутат за Държавната дума на РФ, като паралелно с многомандатната листа отива на балотаж в Тулски едномандатен район.
На 17 декември 1995 г. е избран за депутат в Думата на Русия. Влиза в парламентарната група „Народовластие“, член е на парламентарната комисия по отбрана.
На 11 януари 1996 г. на извънреден конгрес на руските общини инициативна група делегати го издига за кандидат-президент на Руската федерация. В хода на първия тур от президентските избори, проведен на 16 юни 1996 г., е независим кандидат и събира 14,7 % от гласовете на избирателите, като остава 3-ти в надпреварата. На втория тур дава своята подкрепа на Борис Елцин, като подписва предизборен договор на 18 юни с уговорка за поемането на поста секретар на Съвета за безопасност на РФ „с особени пълномощия“.
Става помощник на президента на РФ по националната сигурност. От 15 юли до 3 октомври 1996 г. е председател на Комисията по висши воински длъжности и специални звания в Съвета по кадрова политика при президента на РФ. Пълномощен представител на президента на РФ в Чеченската република. На 31 август 1996 г. с Аслан Масхадов подписва Хасавюртовското съглашение, наричано от някои руски политици „предателско“. След конфликт с министъра на вътрешните работи Анатоли Куликов и някои кремълски апаратчици (вкл. за подкрепата на уволнения началник на кремълската охрана Александър Коржаков), е отстранен от длъжност на 17 октомври 1996 г.

## Губернатор на Красноярски край
От 17 май 1998 г. е губернатор на Красноярски край, набирайки 59 % от гласовете на избирателите във втори тур от надпреварата.
Официално встъпва в длъжност на 5 юни 1998 г. До ноември 2001 г. е член на Съвета на федерацията и Федералното събрание на Русия. На поста губернатор става известен с шумни изявления по ситуацията в Красноярски край и Русия като цяло. Сред населението получава прозвището „генерал-губернатора“.

## Гибел
Загива на 28 април 2002 г. при катастрофа на вертолет „Ми-8“, паднал в района на езерото Ойское, Буйбински превал, Красноярски край, където трябвало да открие заедно с членове на своята администрация ново трасе за ски и зимни спортове. Вертолетът се разбива на около 50 км от селището Арадан, Ермаковски район, блъскайки се във високоволтов електропровод.
Александър Лебед умира от получените рани. Според държавната комисия причината за катастрофата е „незадоволителната подготовка на екипажа за изпълнение на полета“ . Има данни, че губернаторът е заповядал на екипажа да продължи полета въпреки изключително тежките метерологични условия.

## Известни изказвания
| „ | Ако няма виновни, те се назначават. | “ |

| „ | Можеш да се облегнеш само на това, което оказва съпротива. | “ |

| „ | Последен се смее този, който стреля пръв. | “ |